# Дельпини, Марио Энрико
Марио Энрико Дельпини (итал. Mario Enrico Delpini; род. 29 июля 1951, Галларате, Италия) — итальянский прелат. Титулярный епископ Стефаньякума и вспомогательный епископ Милана с 13 июля 2007 по 7 июля 2017. Архиепископ Милана с 7 июля 2017.

## Биография
Марио Энрико Дельпини вырос в Ераго-кон-Ораго и в 1975 году был рукоположен в священники. Он получил степень по итальянской литературе в Католическом университете Святого Сердца и лиценциат теологии. С 1975 года Дельпини преподавал итальянский язык в малой семинарии своей родной архиепископии, а в 1989 году был назначен ректором малой семинарии. В 1993 году он был назначен деканом семинарии Венегоно-Инфериоре, а в 2000 году стал ректором всех семинарий Миланской архиепархии.
В 2006 году кардинал Диониджи Теттаманци назначил его ответственным за одну из архиепископских зон. 13 июля 2007 года папа римский Бенедикт XVI назначил Дельпини титулярным епископом Стефаньякума, а 23 сентября следующего года Теттаманци посвятил Дельпини в епископы. Кардинал Анджело Скола назначил его генеральным викарием архиепархии в 2012 году.
7 июля 2017 года папа римский Франциск назначил его новым архиепископом Милана, где он был интронизирован 9 сентября. 

## Источник
- Информация  (англ.)